# The Royal Conservatory of Music
The Royal Conservatory of Music, denominato The Royal Conservatory, è un istituto di educazione musicale senza scopo di lucro e un luogo di spettacoli con sede a Toronto, Ontario, Canada. Fu fondato nel 1886 da Edward Fisher come The Toronto Conservatory of Music. Nel 1947 il Re Giorgio VI incorporò l'organizzazione con carta reale. La sua sede di Toronto è stata designata tra i Siti storici nazionali del Canada nel 1995, in riconoscimento dell'influenza dell'istituto sull'educazione musicale del Canada. Tim Price è l'attuale presidente del consiglio di amministrazione e Peter Simon è il presidente.

## Storia

### Gli albori

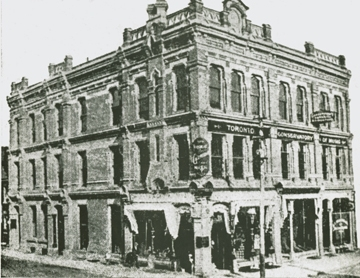
The original home of The Toronto Conservatory of Music in 1886

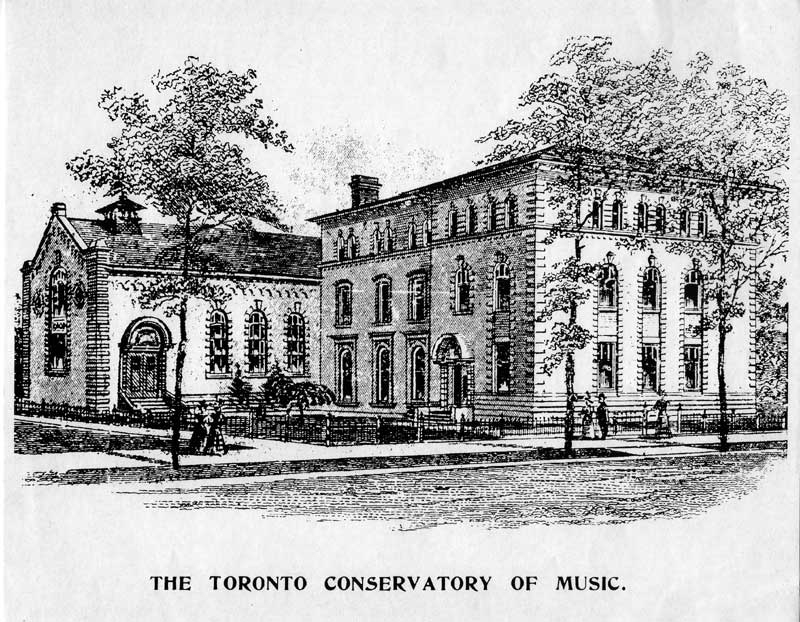
The Toronto Conservatory of Music at southwest corner of College Street and University Avenue, c. 1897

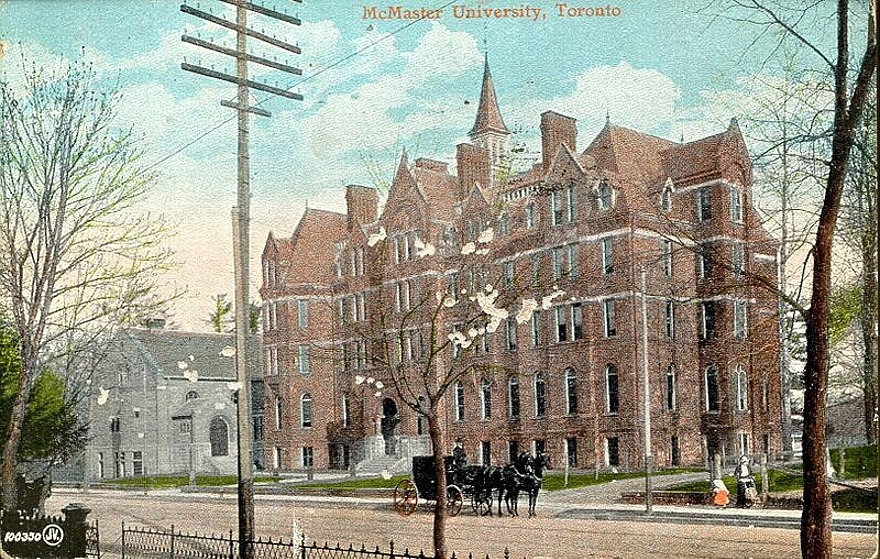
McMaster Hall (right - c. 1881) and Castle Memorial Hall (left - c. 1901) c. 1906

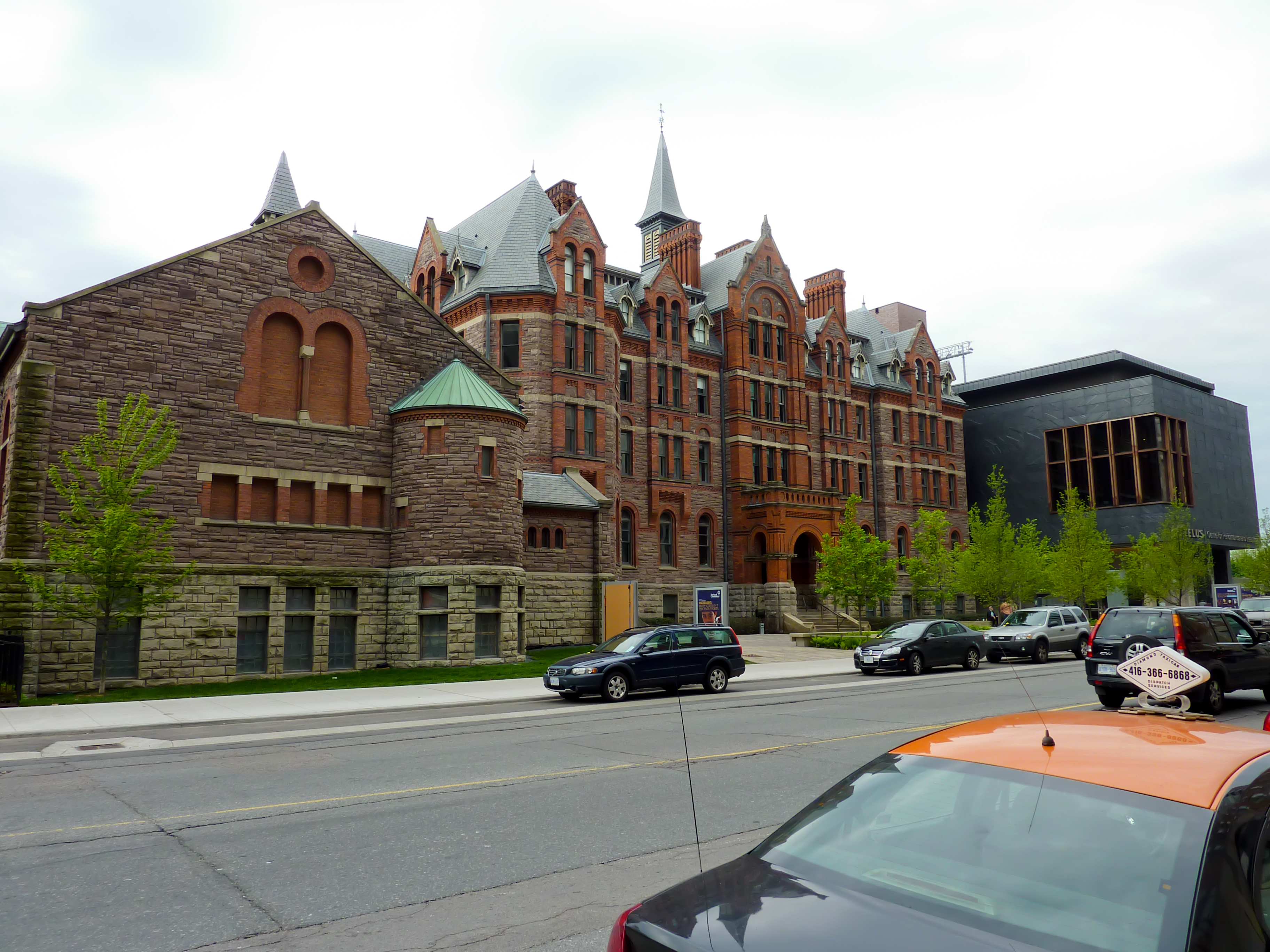
The Royal Conservatory of Music on Bloor Street West in 2011

Il conservatorio fu fondato nel 1886 come The Toronto Conservatory of Music e aperto nel settembre 1887, situato su due piani sopra un negozio di musica, all'angolo tra Dundas Street (Wilton Street) e Yonge Street, nell'odierna Yonge Dundas Square. Il suo fondatore, Edward Fisher, era un giovane organista nato negli Stati Uniti. Il conservatorio divenne la prima istituzione del suo genere in Canada: una scuola dedicata alla formazione di cantanti e musicisti ed anche per instillare l'amore per la musica nei bambini piccoli. Nel suo primo anno assunse il musicista e compositore italiano Francesco D'Auria per insegnare al conservatorio.
Le iscrizioni iniziali del conservatorio erano di poco più di 100 e nel secondo trimestre questo numero era cresciuto fino a quasi 300, man mano che la sua reputazione si diffondeva rapidamente. Nel 1897 l'organizzazione acquistò una nuova proprietà a College Street e University Avenue, ora sede dell'Intact Centre, per accogliere la sua rapida espansione. Fin dai suoi primi giorni fu affiliato all'Università di Toronto con lo scopo di preparare gli studenti agli esami di laurea e dal 1919 ha condiviso i suoi locali con l'Università di Toronto, Facoltà di Musica.
Nel 1906 Frank Welsman, che divenne il preside del conservatorio, fondò e diresse la  Toronto Conservatory Orchestra., che due anni dopo divenne l'Orchestra Sinfonica di Toronto.

### Università di Musica di Toronto e Accademia Canadese di Musica
Il periodo tra il 1918 e il 1924 vide una serie di fusioni tra i conservatori musicali di Toronto. Il Toronto College of Music fu fondato nel 1888 dal direttore d'orchestra F.H. Torrington e divenne il primo conservatorio di musica affiliato all'Università di Toronto. Dopo la morte di Torrington, nel 1917, la scuola si fuse con la Canadian Academy of Music nel 1918. L'Accademia stessa era stata fondata nel 1911 da Albert Gooderham, che finanziò la scuola con la sua fortuna personale e fu l'unico presidente della scuola durante i suoi 13 anni di storia. L'Accademia, a sua volta, si fuse nel Conservatorio di musica di Toronto nel 1924.

### Crescita del dopoguerra
Glenn Gould, probabilmente l'allievo più eccezionale del conservatorio, studiò teoria, organo e pianoforte, diplomandosi all'età di 12 anni nel 1946 con un diploma ARCT con il massimo dei voti.
Nel 1947 Giorgio VI del Regno Unito conferì al conservatorio la carta reale in riconoscimento del suo status di una delle maggiori scuole di musica del Commonwealth. The Toronto Conservatory of Music diventò The Royal Conservatory of Music.
Durante il mandato di Ettore Mazzoleni come preside (1945-1968), il conservatorio crebbe rapidamente. Mazzoleni era direttore dell'Orchestra del Conservatorio dal 1934. Altre due figure di spicco che contribuirono ai successi di questo periodo furono il presidente del consiglio Edward Johnson (che prestò servizio dal 1947 al 1959) e Arnold Walter, che fu nominato direttore della Nuova Scuola Senior nel 1946. La Scuola Senior offriva un programma biennale con formazione professionale in combinazione con corsi correlati di teoria e storia. Il successo iniziale del progetto diede origine a un programma triennale che conduce al Diploma di Artista, nonché alla Scuola d'Opera del Conservatorio, iniziata nel 1946, che forniva formazione in tutti gli aspetti della produzione operistica. Questi sviluppi portarono alla creazione della Royal Conservatory Opera Company, che divenne la Canadian Opera Company nel 1959.
La mancanza di spazio ora era diventato un grosso problema. l'Università di Toronto vendette la proprietà di College Street a Ontario Hydro nel 1962, demolita per far posto all'Ontario Power Building nel 1975 e il conservatorio si trasferì al 273 di Bloor Street West, il sito originale della McMaster University o McMaster Hall e Castle Memorial Hall. Le sale per concerti e recital del sito di College Street furono solo parzialmente sostituite durante il trasferimento e la biblioteca, la residenza e tutti e tre gli organi a canne andarono perduti.

### Ente autonomo
Il conservatorio è stato governato dall'Università di Toronto dal 1963 al 1991, momento in cui diventò di nuovo un'istituzione completamente indipendente, assumendo il controllo della sua costruzione e dei diversi programmi musicali. Peter Simon fu nominato presidente del conservatorio.
Sempre nel 1991 il conservatorio ha sviluppato un masterplan per rinnovare il suo edificio storico e ampliarlo con la costruzione di nuove strutture nello stesso sito. Il progetto fu realizzato da Kuwabara Payne McKenna Blumberg Architects (KPMB) in più fasi, inizialmente con la ristrutturazione del 1997 della Mazzoleni Concert Hall nella storica Ihnatowycz Hall. I progetti per questa ristrutturazione furono tenuti presso il Canadian Centre for Architecture di Montreal. La nuova costruzione si chiama TELUS Center for Performance and Learning e dispone di spazi accademici e di spettacolo; la sala da concerto acustica Koerner con 1.135 posti a sedere; studi; aule; un centro per i nuovi media; una biblioteca e una sala prove. Durante i lavori di ristrutturazione il conservatorio si trasferì temporaneamente nell'ex sede dell'Accademia Ursula Franklin del Toronto District School Board nell'area di Dufferin e Bloor West. Nel settembre 2008 il conservatorio tornò in una sede recentemente rinnovata e ampliata al 273 di Bloor Street West vicino ad Avenue Road. La Koerner Hall fu inaugurata il 25 settembre 2009, dando inizio a una nuova era di esibizioni su larga scala al Royal Conservatory.
L'edificio originale, McMaster Hall, fu ribattezzato Ihnatowycz Hall nel 2005, con riferimento al contributo degli ex alunni Ian Ihnatowycz e Marta Witer. La designazione di questo sito come edificio storico ha richiesto il mantenimento della maggior parte dei materiali e delle qualità formali originali nel rispetto del codice edilizio. La muratura originale è stata mantenuta: mattoni rossi decorativi, arenaria Medina e granito levigato. La foggia imponente della costruzione dimostra la forma autorevole dell'edificio.

## Programmi di educazione artistica
The Royal Conservatory è un'organizzazione no-profit che offre una vasta gamma di programmi artistici.

### Il programma di certificazione del Conservatorio reale
Questa è la divisione del Royal Conservatory che stabilisce ed aiuta gli standard negli esami di musica in tutto il Canada ed a livello internazionale. L'organizzazione conduce 100.000 esami all'anno in oltre 300 comunità in tutto il mondo.
Gli esami vengono effettuati tre o quattro volte all'anno in più di 300 comunità attraverso una rete di centri locali. Il programma di certificazione comprende tutti i livelli e copre 11 gradi: dal principiante alla certificazione come Associate del Royal Conservatory of Music (ARCT), alla certificazione come Licenza del Royal Conservatory of Music (LRCM).
Il risultato agli esami del Royal Conservatory è riconosciuto per il credito verso il diploma di scuola secondaria in molti sistemi scolastici in Canada. Per la maggior parte delle province del Canada, un Certificato di Livello 6 e una Teoria di Livello 6 (precedentemente Intermediate Rudiments) contano come credito di Grado 10, un Certificato di Livello 7 e una Teoria di Livello 6 o Livello 7 (anche precedentemente Intermediate Rudiments) contano come credito di Grado 11 e un Il certificato di livello 8 e la teoria di livello 8 (precedentemente Advanced Rudiments) contano come crediti di grado 12. La propria posizione nel programma di certificazione svolge anche un ruolo importante nei requisiti di ammissione per i programmi di musica professionale in molte università e college.

### Il programma di sviluppo musicale del Conservatorio Reale
Nel 2011 il Royal Conservatory ha collaborato con la Carnegie Hall per lanciare The Achievement Program negli Stati Uniti. Nel gennaio 2013 il Royal Conservatory si è assunto la responsabilità esclusiva del successo del programma con il nome di The Royal Conservatory Music Development Program. Sviluppato per fornire uno standard nazionale per tutti gli studenti, nel 2016 The Music Development Program venne con The RCM Certificate Program.

### Frederick Harris Music Co., Limited
La Frederick Harris Music Co. Limited è l'editore di stampa musicale più antico e più grande del Canada.
Frederick Harris (1866–1945) dedicò la sua vita all'editoria musicale. Iniziò la sua carriera in Inghilterra lavorando per una grande casa editrice musicale. Nel 1904 aprì la propria attività a Londra e nel 1910 aprì un ufficio canadese a Toronto, segnando l'inizio di una lunga associazione con il Royal Conservatory che portò a una maggiore attenzione sulle pubblicazioni per l'insegnamento e l'apprendimento. Nel 1944 l'azienda fu donata al conservatorio con gli utili da destinare ai propri scopi.

### La scuola Glenn Gould
Centro per la formazione professionale nell'esecuzione della musica classica a livello post-secondario e post-laurea, la Glenn Gould School fu fondata nel 1987. Originariamente chiamata The Royal Conservatory of Music Professional School, fu ribattezzata nel 1997 in onore di Glenn Gould, il pianista virtuoso, nato a Toronto ed ex allievo dell'Accademia. L'iscrizione è limitata a 130 e la scuola è sponsorizzata da finanziamenti del Department of Canadian Heritage attraverso il National Arts Contribution Program.
La facoltà è composta da artisti, insegnanti e studiosi di fama internazionale. Ogni anno vengono presentate più di 125 masterclass con artisti come Leon Fleisher, Stewart Goodyear, Anton Kuerti e James Ehnes.
Gli alunni della Glenn Gould School si sono affermati in carriere come artisti solisti, musicisti orchestrali, musicisti da camera e artisti di registrazione. Tra gli ex alunni figurano il pianista Jan Lisiecki, i cantanti Isabel Bayrakdarian e Robert Gleadow, i pianisti David Jalbert e Richard Raymond, l'arpista Mariko Anraku, il violista Adam Romer e il St. Lawrence String Quartet.
La Glenn Gould School offre un diploma quadriennale come esecutori di pianoforte, canto e tutti gli strumenti orchestrali, progettato per i diplomati delle scuole superiori che desiderano prepararsi per una carriera come interprete. Un accordo di articolazione con la Thompson Rivers University offre inoltre agli studenti l'opportunità di ottenere un Bachelor of Music. L'Artist Diploma è un programma post-laurea di due anni per pianoforte, canto, strumenti orchestrali, interpretazione e pedagogia.  La scuola offre anche il programma Rebanks Family Fellowship e Performance Diploma, un programma di sviluppo professionale di un anno per aspiranti musicisti classici.

### L'Accademia di sviluppo Phil ed Eli Taylor per giovani artisti
Dopo un'audizione agguerrita e un colloquio, gli studenti accettati vengono trasmessi in streaming ai programmi Junior, Intermediate o Senior Academy. Questo programma completo sviluppa capacità di esecuzione, musicalità ed eccellenza accademica. La maggior parte delle attività dell'Accademia si svolge il venerdì sera e il sabato, ma gli studenti dovrebbero esercitarsi quotidianamente e svolgere compiti regolari. Attraverso il sostegno di privati e fondazioni, l'assistenza finanziaria è disponibile per tutti gli studenti. Tra gli ex alunni dell'Accademia che hanno avviato carriere di successo figurano Peter Simon, Katie Stillman, Eugene Nakamura, Marcin Swoboda, Janice LaMarre, Marta e Irena Kretchkovsky e Karen Ouzounian.

### Royal Conservatory School
La Royal Conservatory School offre lezioni individuali e di gruppo di musica classica, popolare, folk, jazz e world, a persone di tutte le età e capacità. La scuola offre anche sessioni di valutazione della musica e programmi di formazione per insegnanti e artisti.

### Il Centro per l'educazione della prima infanzia di Marilyn Thomson
Nell'ottobre 2013 il Royal Conservatory lanciò il Marilyn Thomson Early Childhood Education Center, con l'obiettivo di diffondere l'apprendimento online nella musica ai bambini piccoli.

### Programma di scambio
La Glenn Gould School del Royal Conservatory of Music ha aderito al programma di scambio con diverse prestigiose istituzioni musicali in tutto il mondo. Le istituzioni di scambio includono: 
- Conservatoire national supérieur de musique et de danse de Paris, Francia;
- Conservatorio di Musica di Shanghai, Cina;
- Sibelius Academy dell'Università delle Arti di Helsinki,[47] Finlandia;
- Hochschule für Musik Hanns Eisler Berlin, Germania;
- Hong Kong Academy for Performing Arts, Hong Kong;
- Sydney Conservatorium of Music, Australia;
- Reina Sofía School of Music Monaco, Germania;
- Reina Sofía School of Music,[48] Madrid Spagna;
- Università delle arti di Tokyo, Facoltà di Musica e Scuola di Specializzazione in Musica, Giappone;
- Royal Academy of Music di Londra, Inghilterra.[49]

## Arti dello spettacolo
The Royal Conservatory presenta circa 100 spettacoli all'anno, con artisti di musica classica, jazz, world e pop, provenienti da tutto il mondo. Ha tre sale da concerto: Koerner Hall, Mazzoleni Concert Hall e Temerty Theatre.

### Sala Koerner

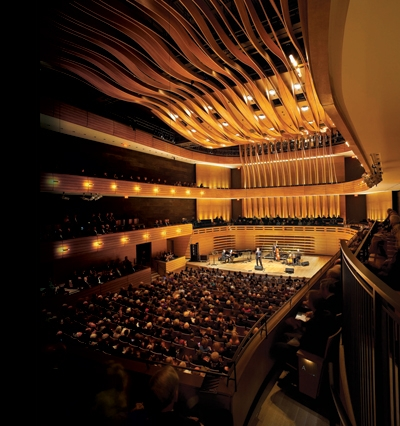
Koerner Hall, opened in September 2009

Dal nome dei donatori Michael e Sonja Koerner, la Koerner Hall fu aperta nel settembre 2009 e ospita 1 135 posti a sedere. Fu progettata da KPMB Architects, sotto la direzione di Marianne McKenna, consulente teatrale Anne Minors Performance Consultants e società di acustica Sound Space Design. È dotata di due livelli di balconi sopra il livello dell'orchestra principale e di un terzo balcone tecnico. L'elemento distintivo della Koerner Hall è un velo acusticamente trasparente di corde di quercia che si attorcigliano e fanno da sfondo al coro al primo livello del balcone, quindi si libra sul palco sotto il baldacchino acustico fisso, estendendosi dentro e sopra la sala al livello del balcone tecnico. Il completamento del progetto include anche tre livelli di lobby con facciata in vetro che si affacciano sul Sentiero del Filosofo, aree sul retro per artisti, una caffetteria al piano terra e l'installazione di una collezione unica di strumenti musicali antichi donati dalla famiglia Koerner e del valore di $1 milione. Ogni livello è inoltre attrezzato per ospitare una varietà di funzioni private.

### Sala Concerti Mazzoleni
La Mazzoleni Concert Hall dispone di 6 000 piedi quadri (560 m²) e 237 posti a sedere. Quando fu inaugurata nel 1901, era conosciuta come Castle Memorial Hall. A quel tempo aveva una cappella con vetrate al piano terra e una biblioteca al piano inferiore. Negli anni '60, l'Università di Toronto, che utilizzava lo spazio come aula didattica, aveva murato le finestre e rimosso un balcone sul retro. Nel 1996 iniziò il restauro. La Mazzoleni Concert Hall era stata chiamata così in onore di Ettore Mazzoleni, già preside del conservatorio.

### Il Teatro Temerty

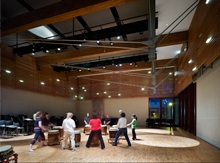
Temerty Theatre

"Un cubo di granito che fluttua sopra Bloor Street", questo spazio multiuso per spettacoli ed eventi si trova al secondo livello del TELUS Centre for Performance and Learning. Può ospitare fino a 150 spettatori ed è progettato per ospitare una serie di funzioni, inclusi eventi speciali, prestazioni, prove, nonché attività di "Apprendimento attraverso le arti™". In scala e proporzione, il Conservatory Theatre replica la qualità acustica e le dimensioni del palco della Koerner Hall per preparare gli studenti alle esibizioni dal vivo. Il luogo è così chiamato in onore di James e Louise Temerty.

### L'Ensemble d'archi
Fondato nel 2002, l'Ensemble d'archi (Artisti del The Royal Conservatory) è composto da docenti senior della Glenn Gould School del Conservatorio di Toronto ed è guidato dal direttore artistico Simon Wynberg.
L'ensemble ha ottenuto la nomina per tre Grammy Awards. Il suo attuale album, dedicato alle opere del compositore polacco-americano Jerzy Fitelberg, è stato nominato nelle categorie di Miglior Performance di Musica da Camera e Classica dell'Anno, (David Frost). L'ensemble ha anche ricevuto nomination ai Grammy per la registrazione del 2007 On the Threshold of Hope e per l'album del 2008 Right Through The Bone, dedicato alla musica del compositore tedesco-olandese Julius Röntgen.

### Membri attuali
- Marie Berard, violino[1]
- Benjamin Bowman, violino
- Steven Dann, viola
- Bryan Epperson, violoncello
- David Louie, pianoforte
- Erika Raum, violino
- Joaquin Valdepeñas, clarinetto
- Dianne Werner, pianoforte

## Ex alunni
- Randy Bachman, chitarrista
- Rob Baker, chitarrista

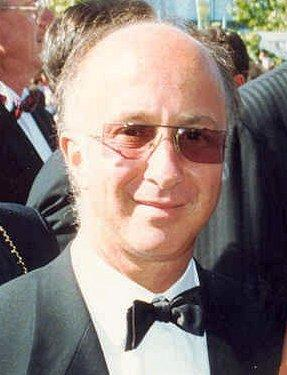
Paul Shaffer

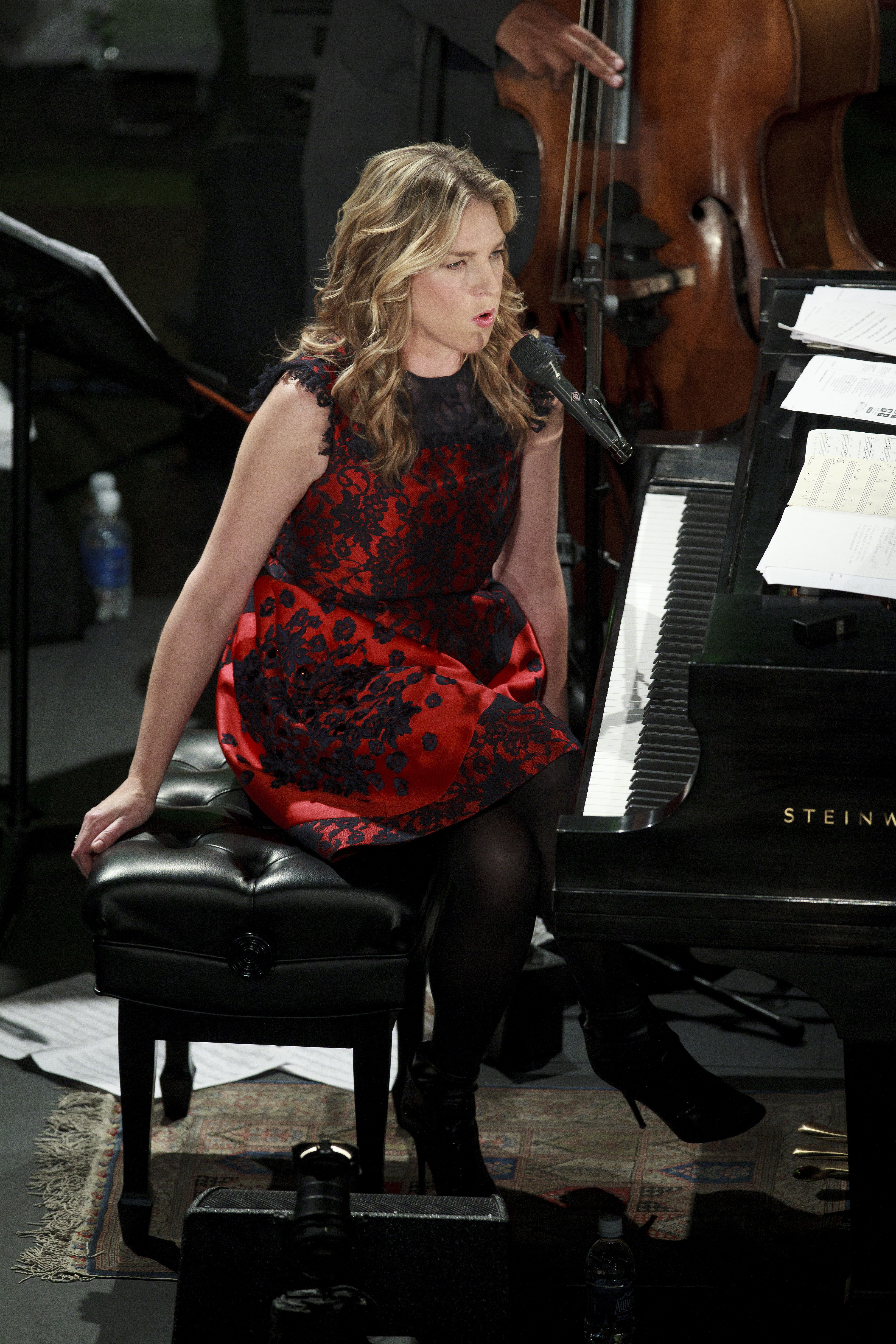
Diana Krall

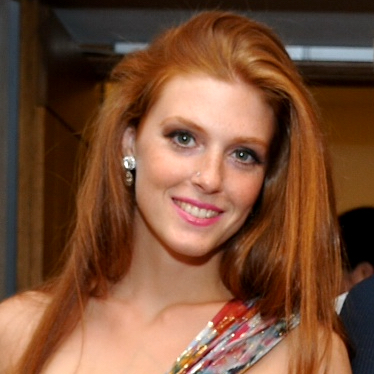
Wallis Giunta

Oscar Peterson

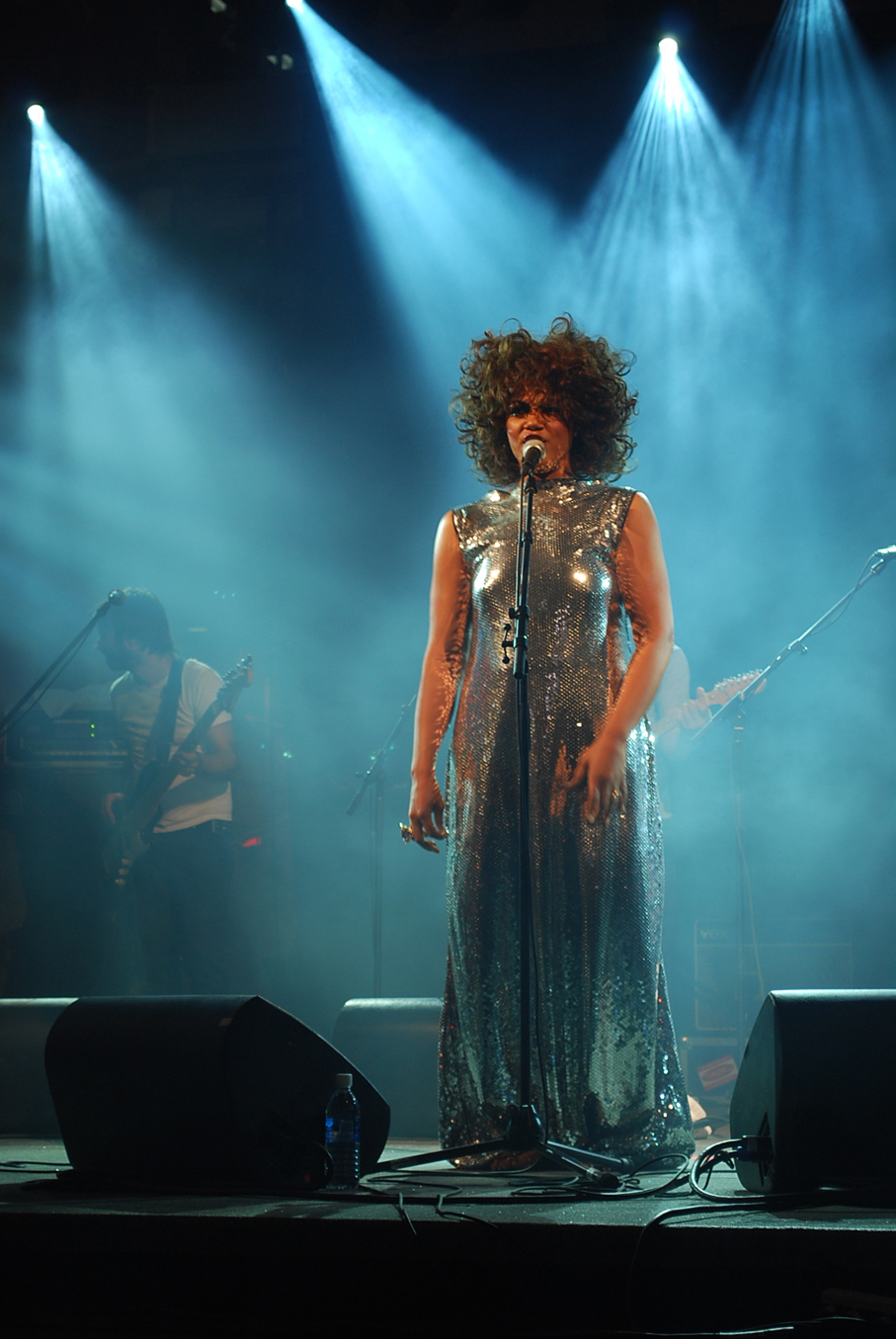
Measha Brueggergosman

- Emilie-Claire Barlow, cantante jazz e musicista[65]
- Isabel Bayrakdarian, soprano[66]
- Jeanne Beker, personaggio televisivo[67]
- Mario Bernardi, direttore d'orchestra
- Laila Biali, cantante, cantautore, e pianista
- Mary Bothwell, cantante classico (Canadian Academy of Music)
- Russell Braun, baritono
- Measha Brueggergosman, soprano
- Howard Cable, direttore d'orchestra e compositore[68]
- The Rt. Hon. Kim Campbell, 19th Prime Minister of Canada
- Kim Cattrall, attore[69]
- Piya Chattopadhyay, broadcaster e journalist
- Bruce Cockburn, cantante, cantautore, e chitarrista[70]
- Jonathan Crow, violinist, concert master[71]
- George Crum, direttore d'orchestra[72]
- John Cuciurean, teorico musicale, compositore, chitarrista[73]
- Mychael Danna, compositore vincitoe dell'Academy Award
- John Estacio, compositore
- Bob Ezrin, produttore musicale[74]
- Ivan Fecan, dirigente mediatico[75]
- David Foster, musicista, producer, e compositore[76]
- George Gao, suonatore di erhu e compositore
- Wallis Giunta, mezzosoprano
- Chilly Gonzales, Grammy Award-winning pianista, cantautore, e produttore
- Glenn Gould, pianista[77]
- Robert Goulet, cantante e attore
- Lawrence Gowan, pianista
- Barbara Gowdy, romanziera, scrittrice di racconti[78]
- Gryphon Trio
- Emily Haines, cantante/cantautore[79]
- Stuart Hamilton, pianista, coach vocale, conduttore radiofonico, direttore artistico, e produttore
- Rt. Hon Stephen Harper 22º Primo Ministro del Canada
- Jeff Healey, chitarrista[80]
- Angela Hewitt, pianista
- Heather Hiscox, giornalista e conduttore televisivo
- Leslie Holmes, baritono e insegnante di canto (Canadian Academy of Music)
- Scott Houghton, pianista, dottore, Appassionato di moto
- Carly Rae Jepsen, cantante/cantautore
- Norman Jewison, regista di cinema[81]
- Kiesza, cantante, cantautore, e multi-strumentalista
- Carolyn Dawn Johnson, cantante/cantautore
- Eli Kassner, insegnante di chitarra[82]
- Norbert Kraft, chitarrista classico[83]
- Diana Krall, cantante e pianista
- Chantal Kreviazuk, cantante/cantautore, pianista[84]
- Julian Kuerti, direttore d'orchestra
- Gary Kulesha, direttore d'orchestra, compositore, e faculty at the University of Toronto, Faculty of Music
- Robert, now Bobbi Lancaster, pianista cum medical doctor e professional golfer[85]
- Gordon Lightfoot, cantante/cantautore
- Jens Lindemann, tromba
- Jan Lisiecki, pianista
- Alexina Louie, compositore, pianista[86]
- Ann-Marie MacDonald, autore[87]
- Amanda Marshall, cantante/cantautore[88]
- Lois Marshall, soprano[89]
- The Hon. Barbara McDougall, ex Segretario di Stato per gli Affari Esteri
- Loreena McKennitt, cantante, pianista e compositore[90]
- Sarah McLachlan, cantante/cantautore[91]
- Sean Morley, wrestler[92]
- Geoffrey Moull, direttore d'orchestra e pianista
- Kent Nagano, direttore d'orchestra e direttore artistico
- Scott Niedermayer, giocatore di hockey[75]
- Phil Nimmons, compositore e educatore
- Roger Norrington, direttore d'orchestra
- Sandra Oh, attrice vincitrice di un award-winning
- Joseph Pach, violinista
- Owen Pallett, violinista e compositore[93]
- Jon Kimura Parker, pianista e educatore
- Richard Reed Parry, chitarrista e compositore
- Ryan Peake, chitarrista
- Oscar Peterson, pianista e compositore
- Adrianne Pieczonka, soprano
- Gordon Pinsent, attore
- Sarah Polley, regista e attrice
- Kalan Porter, cantante/cantautore
- Tegan and Sara Inoltre, cantanti, cantautori e pianisti
- Eric Radford, il campione del mondo accoppia il pattinatore artistico
- The Hon. Bob Rae, ex premier dell'Ontario
- Erika Raum, violinista
- Ryan Reynolds, attore[87]
- Doug Riley, compositore e pianista
- John Robertson, compositore
- R. Murray Schafer, compositore e educatore
- Paul Shaffer, direttore musicale
- Mitchell Sharp, Ex ministro delle finanze canadese[94]
- Sarah Slean, cantante/cantautore[95]
- St. Lawrence Quartet, quartetto d'archi[96]
- Teresa Stratas, soprano[97]
- George Stroumboulopoulos, emittente
- Shania Twain, cantante[98]
- Veronica Tennant, regista ed ex Prima Ballerina, National Ballet of Canada
- Jon Vickers, tenore[99][100]
- Rafael Villanueva, direttore musicale
- Greg Wells, musicista vincitore di un grammy, compositore, produttore musicale

## Insegnanti
Tra i migliori insegnanti del Royal Conservatory emergono:
- Joan Barrett insegnante di violino[101]
- Leon Fleisher, pianista e direttore d'orchestra
- Arthur Friedheim, pianista, direttore d'orchestra e compositore (Canadian Academy of Music)[102]
- Nicholas Goldschmidt, primo direttore musicale della Scuola d'Opera del Conservatorio (1946-1957)first music director of conservatory's Opera School (1946-1957)[103]
- Alberto Guerrero, insegnante (1922-1959)[104]
- Paul Kantor, insegnante di violino[105]
- Luigi von Kunits, direttore[102]
- Ernest MacMillan, preside (nominato nel 1926)[106]
- Boyd Neel, decano del conservatorio, 1953–1971[107]
- Laura de Turczynowicz (1878–1953), ex cantante d'opera e capo della Royal Conservatory Opera Company 1926–1928[108]
- Frank Welsman, direttore d'orchestra, pianista, compositore ed educatore musicale
- Healey Willan, nominato capo del dipartimento di teoria nel 1913, vice preside, 1920–1936[109]